# Forteresses hospitalières de Rhodes
Les forteresses hospitalières de Rhodes sont les forteresses tenues ou construites par les Hospitaliers lors de leurs possessions de Rhodes.

## Dans leurs possessions de Rhodes

### Dans l'île de Rhodes
- Fortifications de Rhodes
- Forteresse de Feraklos
- Forteresse de Lindos
- Forteresse de Philerimos
- Château de Lárdos
- Château de Siána (el)
- Château d'Archángelos
- Château de Monólithos
- Château d'Asklipiío
- Forteresse de Kastellos
- Château de Kremastí
- Château de Kritinía
- Château d'Apolakkiá (en)
- Château de Villanova
- Château de Kattaviá (en)
- Château de Fánes
- Tours costières

### Dans l'île de Kastellórizo
- Château Rouge

### Dans l'île de Chálki
- Château Saint-Nicholas

### Dans l'île d'Alimoniá
- Château d'Alimoniá

### Dans l'île de Sými
- Forteresse de Sými

### Dans l'île de Tilos
- Forteresse de Megálo Chorió (el)
- Château de Mikró Chorió
- Château d'Agiosykia
- Château de Livadiá (el)

### Dans l'île de Kos
- Forteresse de Mandraki
- Château de Nerantziá
- Forteresse de Paleo Pyli
- Château d'Antimáchia
- Château de Kéfalos

### Dans l'île de Kalymnos
- Fortification de Choria
- Château de Póthia
- Fortification de Kastelli

### Dans l'île de Telendos
- Fortification de Télendos

### Dans l'île de Leros
- Château de Kyra Psilis
- Forteresse de Plátanos
- Château du Mont-Kastelli
- Château de Xirókambos
- Château de Mont-Patelia

## Forteresse en territoire ottoman
- Forteresse de Smyrne (en)
- Château Saint-Pierre

## Forteresses dans la principauté d'Achaïe
- Mistra
- Monemvasia
- Forteresse de Corinthe